# Don-Joseph Giansily
Pour les articles homonymes, voir Giansily.
Œuvres principales
U lamentu di Cursichella
Don-Joseph Giansily (Don-Ghjaseppu Giansily en langue corse) dit Pampasgiolu di l'Acquale, né le 12 avril 1901 à Lozzi (Haute-Corse) et mort le 23 août 1977 à Bastia, est un berger, poète en langue corse et gazetier.

## Biographie
Don-Joseph Giansily, est issu d'une famille de bergers niolins, originaire de l'Acquale à Lozzi. Il y possédait une maison familiale tout comme son contemporain, le poète Peppu Flori. 
Chantre remarquable, il passait pour être le maître du « chjami è rispondi ».
« Le chjami è rispondi, dont l’origine remonte des plus lointains des temps, est un échange contrasté chanté et rimé sur un thème choisi dont il s’agit de ne pas s’écarter et dont étaient coutumiers les bergers et les campagnards de la trempe de Pampasgiolu et de quelques autres improvisateurs de ces temps passés où la sérénité de la nature trouvait écho en l’homme. Cet art de l’improvisation paraît ainsi profondément enraciné dans notre terroir antique.
Pampasgiolu savait se faire respecter. Naturellement doué, sa voix sublime, ses rimes et sa finesse d’esprit finissaient toujours par triompher de l’essoufflement lyrique de ses adversaires chantants. Pas une fête, pas une foire qui n’offrît à cette époque sa part de dialogues chantés, véritables barouds d’honneur poétiques et inspirés fort courus et goûtés avec passion et délectation. Il était aussi d’usage de convier aux tondaisons, battages et autres rituels saisonniers l’ensemble des poètes des confins ».
Pampasgiolu a aussi collaboré aux gazettes en langue corse : A Muvra et Barretta Misgia.

## Œuvres

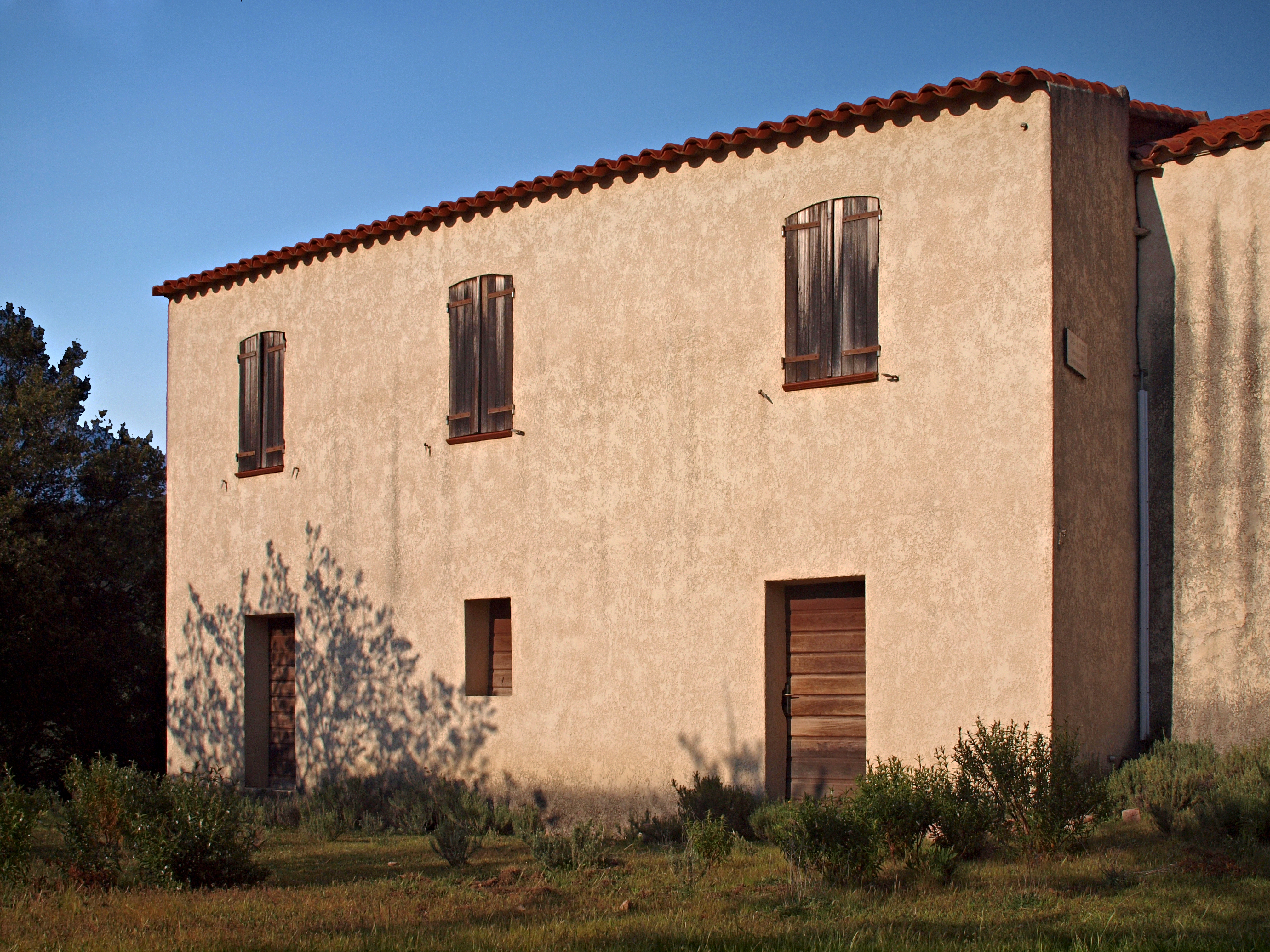
Maison des Poètes Peppu Flori et Pampasgiolu à Prezzuna (Galéria)

Poèmes chantés :
- U lamentu di Cursichella
- Bonghjornu o madamicella
- A tribbiera...

## Hommages rendus

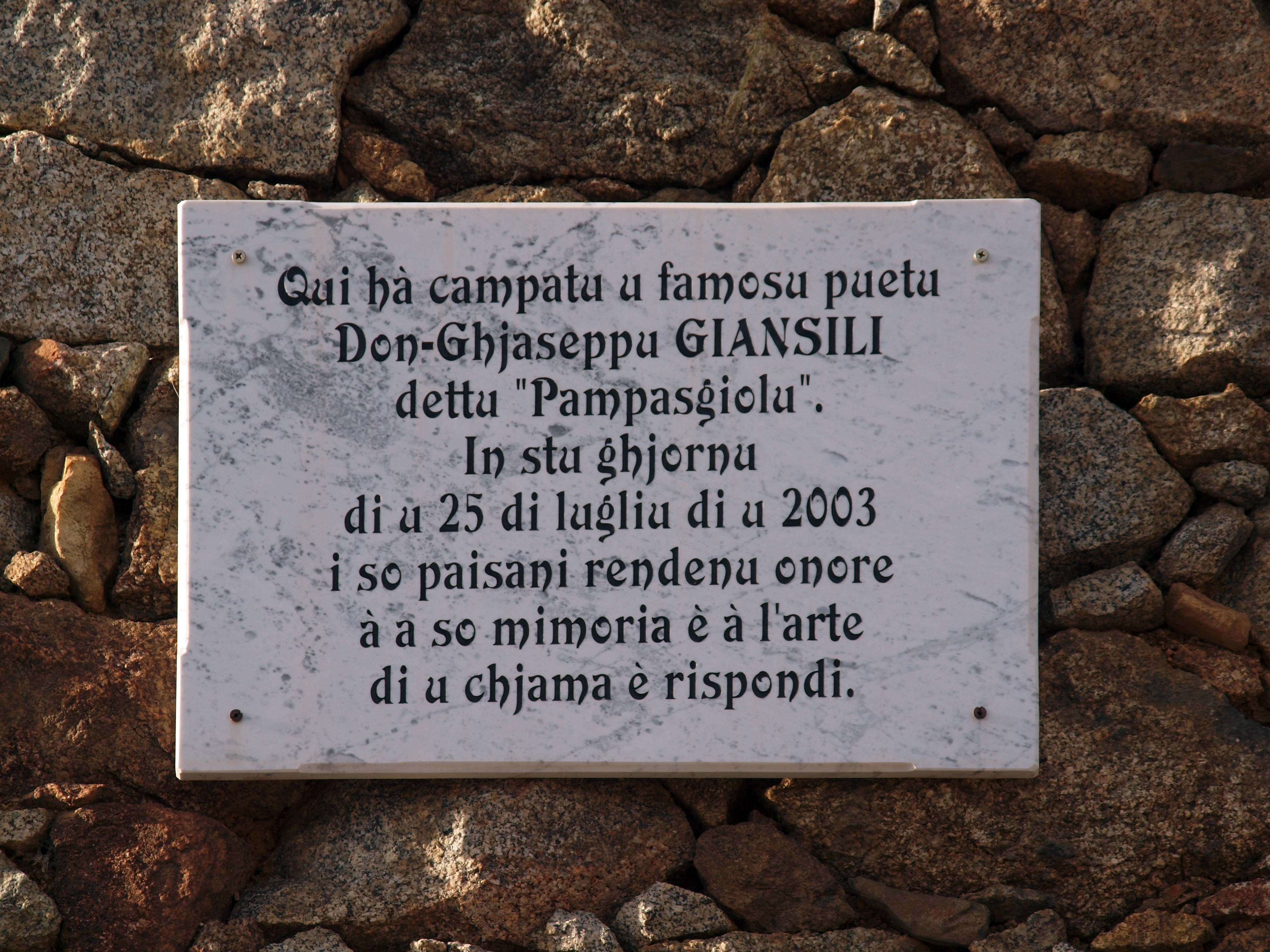
Plaque commémorative sur sa maison à L'Acquale

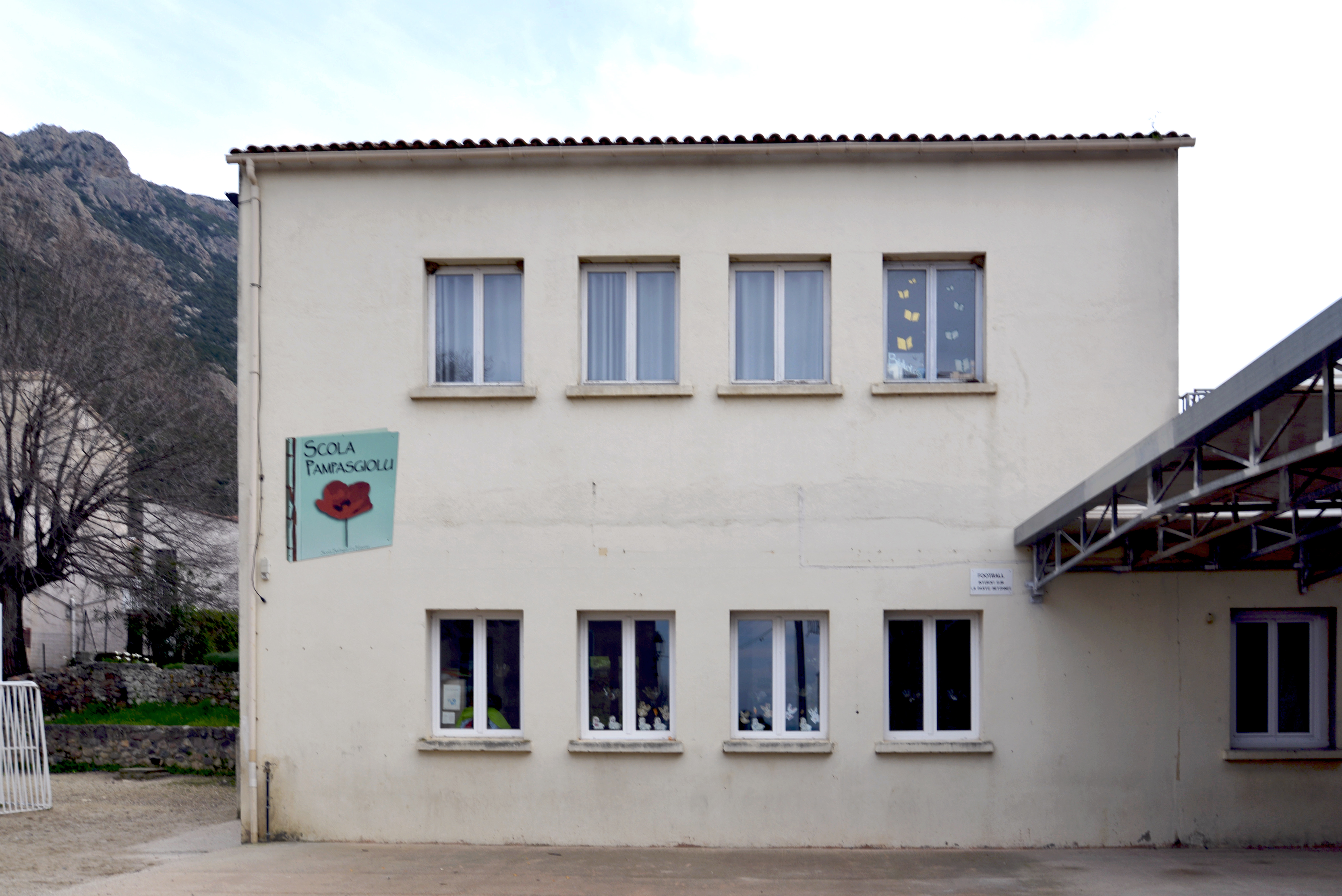
La Scola Pampasgiolu à Galéria

- A Casa di i Pueti à Peppu Flori à Pampasgiolu, la maison des poètes Peppu Flori et Pampasgiolu, est le nom donné à l'ancienne école primaire accolée à l'église Sainte-Lucie au hameau de Prezzuna dans le Marsulinu à Galéria. Elle domine le cimetière dans lequel repose depuis 1977, Don-Ghjaseppu Giansily dit Pampasgiolu di l'Acquale.

Les noms des deux poètes Flori dit Peppu et Don-Ghjaseppu Giansily dit Pampasgiolu di l'Acquale sont souvent associés car ils sont tous deux centemporains, de remarquables poètes et originaires du même village de Lozzi.
- Canzone a Pampasgiolu est un hommage rendu en une chanson interprétée (7 versions) par des chanteurs de musique traditionnelle corse tels Antoine Ciosi[2], Maryse Nicolai ou les Frères Vincenti.
- Pampasgiolu est mentionné dans la chanson d'I Muvrini intitulée Senti u Niolu (Écoute le Niolo).
- Le 25 juillet 2003, une plaque commémorative a été apposée sur le façade de sa maison à L'Acquale, commune de Lozzi.
- L'école primaire publique de Galéria a pour nom Scola Pampasgiolu.

## Publications
Pampasgiolu a écrit les paroles de plusieurs chansons en langue corse, interprétées par des auteurs tels Regina et Bruno (duo Duo vocal et instrumental de chanson traditionnelle corse, Grand prix de l'Académie Charles-Cros, Grand prix du disque), ou qu'il a parfois interprétées.